# سان بابلو (كانتون)
سان بابلو (بالإسبانية: San Pablo)‏ هو الكانتون التاسع في محافظة إيريذيا في كوستاريكا، تبلغ مساحته 7.53 كم مربع. ويقدر عدد سكانه بحوالي 22,038 نسمة وفقًا لإحصائيات عام 2003. وسان بابلو هو أيضًا اسم المدينة الرئيسية في الكانتون. يقع الكانتون على السفوح الجنوبية الشرقية لمدينة إيريذيا. ويشكل نهر برموداس الحدود الجنوبية الشرقية، بينما يشكل نهر بيرّو حدوده الشمالية الغربية. يعد كانتون سان بابلو واحدًا من كانتونين في كوستاريكا لم يُقسَّما إلى مقاطعات. تم تأسيس هذا الكانتون قانونيًا في 18 تموز 1961.